# Federação dos Estudantes de Agronomia do Brasil
A Federação de Estudantes de Agronomia do Brasil (FEAB) é a executiva nacional dos/das estudantes do curso de Agronomia do Brasil. É a representação/organização/entidade máxima dos estudantes de agronomia do país e traz algumas reflexões em relação à formação profissional, visando a construção de uma sociedade mais justa e que pense de forma mais profunda a realidade e a produção no campo brasileiro. Foi fundada em 1972, e é a executiva de curso mais antiga do Brasil. 
É integrante da Confederação Latino-Americana e Caribenha de Estudantes de Agronomia - CONCLAEA através do Congresso Latino-Americano e Caribenho de Entidades Estudantis de Agronomia - CLACEEA.
Participa do Fórum de Executivas de Cursos - FENEX, da Via Campesina e da União Nacional dos Estudantes - UNE .

## História

### Fundação da Feab (1972 -?)
Em 13 de agosto de 1972, durante o XV CONEEA, corajosamente retirou-se da clandestinidade a organização nacional dos estudantes de agronomia, reconstruindo a entidade agora denominada Federação dos Estudantes de Engenharia Agronômica do Brasil - FEEAB. Depois em 1989, alterou-se o nome para Federação dos Estudantes de Agronomia do Brasil - FEAB. É a entidade máxima dos estudantes de Agronomia do Brasil. Esta Federação atualmente representa em torno de 160 escolas de agronomia, tendo em torno de 60000 estudantes (valores subestimados). Em 1992, a Unesco concedeu à FEAB o prêmio de “Iniciativa revolucionária da juventude latino-americana” pela idealização do Estágio Interdisciplinar de Vivência - EIV.  Os estágios são organizados ainda hoje e permitem aos estudantes conhecer a realidade agrária no país, a luta do MST e a necessidade da aliança campo-cidade e protagonismo da juventude na luta por Reforma Agrária Popular. Em 2007 a FEAB viveu um momento de grandes mudanças, sendo uma delas a saída da UNE - entidade que a federação compôs historicamente - votada no 50º CONEA. Somente no 56º CONEA, em Campos dos Goytacazes - RJ, em sua plenária final, ficou decidido em votação a volta à União Nacional dos Estudantes.
No novo momento de lutas que está colocado, a FEAB aponta em suas bandeiras, para a necessidade de estar cada vez mais presente na base dos estudantes, disputando seu espaço, através da luta ideológica dentro da universidade. A pauta da formação profissional, base da organização estudantil de área, que vem sendo debatida nos últimos encontros de maneira cada vez mais qualificada, foi uma vez mais discutida no 56º CONEA e colocada para os próximos períodos como tema central na disputa da universidade e para o diálogo com a base estudantil, com a campanha da Curricularização da Extensão, disputando os diversos setores da universidade.